# Петровский, Марк Вячеславович
Марк Вячеславович Петровский (род. 1 января 1999, Минусинск, Красноярский край, Россия) — перспективный российский боксёр-профессионал, выступающий в тяжёлой весовой категории.
Заслуженный мастер спорта России (2022), член сборной России по боксу (2021—н.в.), чемпион мира (2021), чемпион России (2021), серебряный призёр командного Кубка России (2020), чемпион России среди молодёжи (2019), чемпион Спартакиады молодежи России (2021), многократный победитель и призёр турниров всероссийского значения в любителях.
Лучшая позиция по рейтингу BoxRec — 65-й (май 2024) и является 4-м среди российских боксёров тяжёлой весовой категории, — входя в ТОП-65 лучших тяжеловесов всего мира.

## Биография
Родился 1 января 1999 года в городе Минусинск, Красноярского края, в России.
С 2018 по 2020 год учится и окончил Российский государственный университет физической культуры, спорта, молодёжи и туризма (ГЦОЛИФК).
В 2022 году закончил Московский университет МВД имени В.Я. Кикотя и ему было присвоено звание «лейтенант полиции», после чего он поступил в адъюнктуру на экономическую кафедру.
В свободное от учёбы и соревнований по боксу время подрабатывает тренером по боксу, ОФП, фитнесу.

## Любительская карьера
Является воспитанником спортивной школы олимпийского резерва имени В. П. Щедрухина в Минусинске. Первые тренера заслуженный тренер России Анатолий Павлович Савченко и мастер спорта России Евгений Александрович Звездин.

### 2017—2018 годы
В декабре 2017 года, в Омске стал победителем XIV Всероссийского турнира имени заслуженного мастера спорта Александра Островского, в финале победив Магомедрасула Сулейманова.
В июле 2018 года, в Раменском (Московская область) завоевал бронзовую медаль на IV летней Спартакиаде молодежи России (19-22 лет), где он в четвертьфинале победил соперника из Пермского края Евгения Христинина, но в полуфинале уступил опытному боксёру из Санкт-Петербурга Владиславу Муравину.

### 2019 год
В сентябре 2019 года, в Красноярске стал чемпионом на чемпионате по боксу среди образовательных организаций системы МВД России, в финале одержав победу над представителем Барнаульского института МВД Александром Кошеваровым.
В ноябре 2019 года впервые участвовал во взрослом чемпионате России проходившем в Самаре. И там он в 1/16 финала соревнований ввиду неявки соперника победил Николая Демича, но в 1/8 финала единогласным решением судей проиграл Сергею Калчугину — который в итоге стал серебряным призёром чемпионата России 2019 года.
В декабре 2019 года, в Нальчике стал чемпионом России на чемпионате России среди молодёжи (19 — 22 лет), в финале победив Евгения Рябцева, и получил главный приз чемпионата — новый автомобиль Kia Rio.

### 2020 год
В сентябре 2020 года вместе со сборной командой ЦФО стал серебряным призёром командного Кубка России по боксу прошедшего в Ижевске, по ходу соревнований досрочно победив Алексея Дронова из сборной команды СКФО.
В конце ноября — начале декабря 2020 года в Оренбурге участвовал на взрослом чемпионате России в категории свыше 91 кг борясь за возможность войти в состав национальной сборной для участия в квалификационном отборочном турнире на Олимпийские игры в Токио. Где в первом раунде соревнований победил Рамазана Карнукаева, в 1/8 финала стал победителем путём неявки соперника Ибрагима Хидирова, но в четвертьфинале, в конкурентном бою по очкам (1:4) проиграл опытному волгоградцу Максиму Бабанину.

### 2021 год
В конце июля 2021 года, в Уфе (Башкортостан) стал чемпионом V летней Спартакиады молодежи России (19—22 лет), где он в финале победил соперника из Москвы Рамазана Карнукаева.
В начале сентября 2021 года, в Кемерово стал чемпионом России, в категории свыше 92 кг. Где он в 1/8 финала победил по очкам Ибрагима Хидирова, в четвертьфинале он досрочно победил опытного Хожиакбара Мамакова, в полуфинале раздельным решением судей (3:2) победил Алексея Дронова, и в финале раздельным решением судей победил Ярослава Дороничева.
В начале ноября 2021 года, в Белграде (Сербия) стал чемпионом мира, в категории свыше 92 кг. Там он в 1/16 финала победил по очкам единогласным решением судей (счёт: 5:0) боксёра из Ямайки Рикардо Брауна, в 1/8 финала победил по очкам раздельным решением судей (счёт: 3:2) немецкого боксёра Нелви Тиафака, в четвертьфинале победил по очкам раздельным решением судей (счёт: 3:2) эквадорца Герлона Конго, в полуфинале победил по очкам решением большинства судей (счёт: 4:1) опытного боксёра из Тринидада и Тобаго Найджела Пола, и в финале победил по очкам решением большинства судей (счёт: 4:1) армянского боксёра Давида Чалояна.

## Профессиональная карьера
25 февраля 2022 года в Москве (Россия) дебютировал на профессиональном ринге, досрочно путём отказа противника от продолжения боя после 2-го раунда победив опытного кенийца Коллинса Омонди Ойяла (6-1-1).
21 декабря 2022 года в Москве (Россия) нокаутировал узбекского боксера Ахмада Мамаджанова (3-3-1). Бой завершился уже в первом раунде. Мамаджанов на старте поединка побывал в нокдауне, а после второго падения рефери принял решение остановить бой и объявить победу техническим нокаутом в пользу Петровского.
4 февраля 2023 года в Серпухове (Россия) единогласным решением судей (счёт: 60-53 — трижды) победил опытного ганского боксёра Абрахама Табула (18-6-1). Табул в нокдауне в 6 раунде.
18 апреля 2023 года в Уфе (Россия) досрочно победил Владислава Вишева (5-1). Походу третьего раунда Вишев дважды побывал в нокдауне и у него образовалось серьезное рассечение над глазом. Петровский не оставлял никаких шансов своему сопернику и в итоге, рефери принял решение остановить бой.
12 мая 2023 года в Челябинске (Россия) досрочно техническим нокаутом в 1-м раунде победил представителя Аргентины Максимилиано Алехандро Сосу (11-2, 5 KO). Аргентинец побывал в нокдауне, после второго падения рефери остановил счёт.
18 августа в рамках «Бойцовского клуба РЕН ТВ» в Москве в шестом поединке на профессиональном ринге, победил решением судей со счетом 57–57, 60–54 - дважды бывшего претендента на титул в супертяжелом весе Кевина Джонсона (36-21-2, 20 КО). После боя Петровский признался, что не удовлетворен качеством своего выступления в бою против 43-летнего соперника.

#### Бой с Лукасом Брауном
9 декабря 2023 года в рамках ежегодного конгресса Международной боксерской ассоциации (IBA) в Дубае прошел очередной турнир «Ночь чемпионов IBA», где встретился с известным 44-летним австралийцем Лукасом Брауном (31-4, 27 КО) в десятираундовом поединке. Петровский в бою был значительно быстрее более тяжелого и возрастного соперника. В 1 и 2 раундах Лукас побывал в нокдаунах, а в 4-м упав еще раз рефери остановил бой.

## Статистика профессиональных боёв
В таблице перечислены результаты всех поединков боксёров.
В каждой строке указан результат поединка. Дополнительно номер поединка обозначен цветом, который обозначает итог поединка. Расшифровка обозначений и цветов представлена в нижеследующей таблице.
| Пример | Расшифровка                     |
| ------ | ------------------------------- |
|        | Победа                          |
|        | Ничья                           |
|        | Поражение                       |
|        | Планируемый поединок            |
|        | Поединок признан несостоявшимся |
| КО     | Нокаут                          |
| ТКО    | Технический нокаут              |
| PTS    | Решение судей (по очкам)        |
| UD     | Единогласное решение судей      |
| MD     | Решение большинства судей       |
| SD     | Раздельное решение судей        |
| RTD    | Отказ от продолжения боя        |
| DQ     | Дисквалификация                 |
| NC     | Поединок признан несостоявшимся |

| 7 поединков, 7 побед (5 нокаутом). | 7 поединков, 7 побед (5 нокаутом). | 7 поединков, 7 побед (5 нокаутом). | 7 поединков, 7 побед (5 нокаутом). | 7 поединков, 7 побед (5 нокаутом).                            | 7 поединков, 7 побед (5 нокаутом). | 7 поединков, 7 побед (5 нокаутом).                       |
| Бой                                | Рекорд                             | Дата боя                           | Соперник                           | Место проведения боя                                          | Раундов, время                     | Дополнительно                                            |
| ---------------------------------- | ---------------------------------- | ---------------------------------- | ---------------------------------- | ------------------------------------------------------------- | ---------------------------------- | -------------------------------------------------------- |
| 7                                  | 7-0                                | 9 декабря 2023                     | Лукас Браун (31-4)                 | Agenda Arena, Дубай, ОАЭ                                      | TKO 4 (10), 1:57                   | Браун в нокдаунах в 1, 2, 4 раундах.                     |
| 6                                  | 6-0                                | 18 августа 2023                    | Кевин Джонсон (36-21-2)            | Москва, Россия, Волейбольная арена Динамо                     | MD 8 (8)                           | Счёт судей: 57–57, 60–54 (дважды)                        |
| 5                                  | 5-0                                | 12 мая 2023                        | Максимилиано Алехандро Соса (11-2) | ДС «Юность», Челябинск, Челябинская область, Россия           | TKO 1 (8), 1:43                    | Соса один раз в нокдауне.                                |
| 4                                  | 4-0                                | 18 апреля 2023                     | Владислав Вишев (5-1)              | «Тинькофф Холл», Уфа, Башкортостан, Россия                    | TKO 3 (6), 2:51                    | Вишев два раза в нокдауне в третьем раунде.              |
| 3                                  | 3-0                                | 4 февраля 2023                     | Абрахам Табул (18-6-1)             | Дворец спорта «Надежда», Серпухов, Московская область, Россия | UD 6 (6)                           | Счёт судей: 60-53 (трижды). Табул в нокдауне в 6 раунде. |
| 2                                  | 2-0                                | 21 декабря 2022                    | Ахмад Мамаджанов (3-3-1)           | УСК «Крылья Советов», Москва, Россия                          | TKO 1 (6), 1:55                    | Мамаджанов один раз в нокдауне.                          |
| 1                                  | 1-0                                | 25 февраля 2022                    | Коллинс Омонди Ойял (6-1-1)        | REN TV Studio, Москва, Россия                                 | RTD 2 (6), 3:00                    | Дебют в профессиональном боксе.                          |

## Спортивные результаты

### В любителях
- XIV Всероссийский турнир им. Александра Островского 2017 — ;
- IV летняя Спартакиада молодежи России 2018 — ;
- Чемпионат среди образовательных организаций системы МВД России 2019 — ;
- Чемпионат России среди молодёжи 2019 — ;
- Командный Кубок России 2020 — ;
- V летняя Спартакиада молодежи России 2021 — ;
- Чемпионат России по боксу 2021 — ;
- Чемпионат мира по боксу 2021 — .

## Семья
С 2022 года женат.